# MD Helicopters MD 500
Серія MD Helicopters MD 500 це родина американських легких багатоцільових цивільних і військових вертольотів. MD 500 є подальшою розробкою вертольота Hughes 500, цивільної версії військового вертольота OH-6A Cayuse/Loach. Серія складається з MD 500E, MD 520N та MD 530F.

## Проектування і розробка

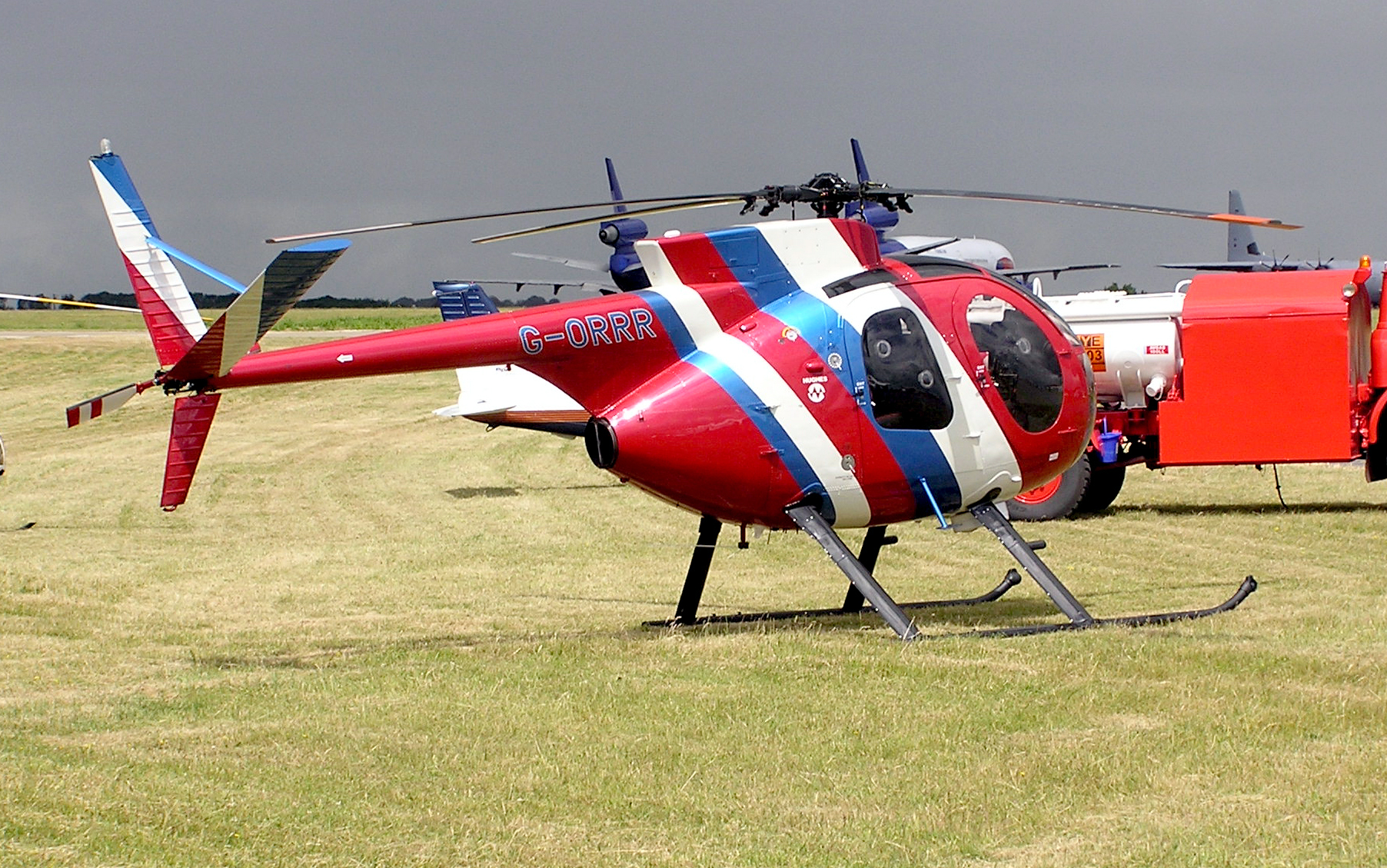
Hughes 500 Model 369HS

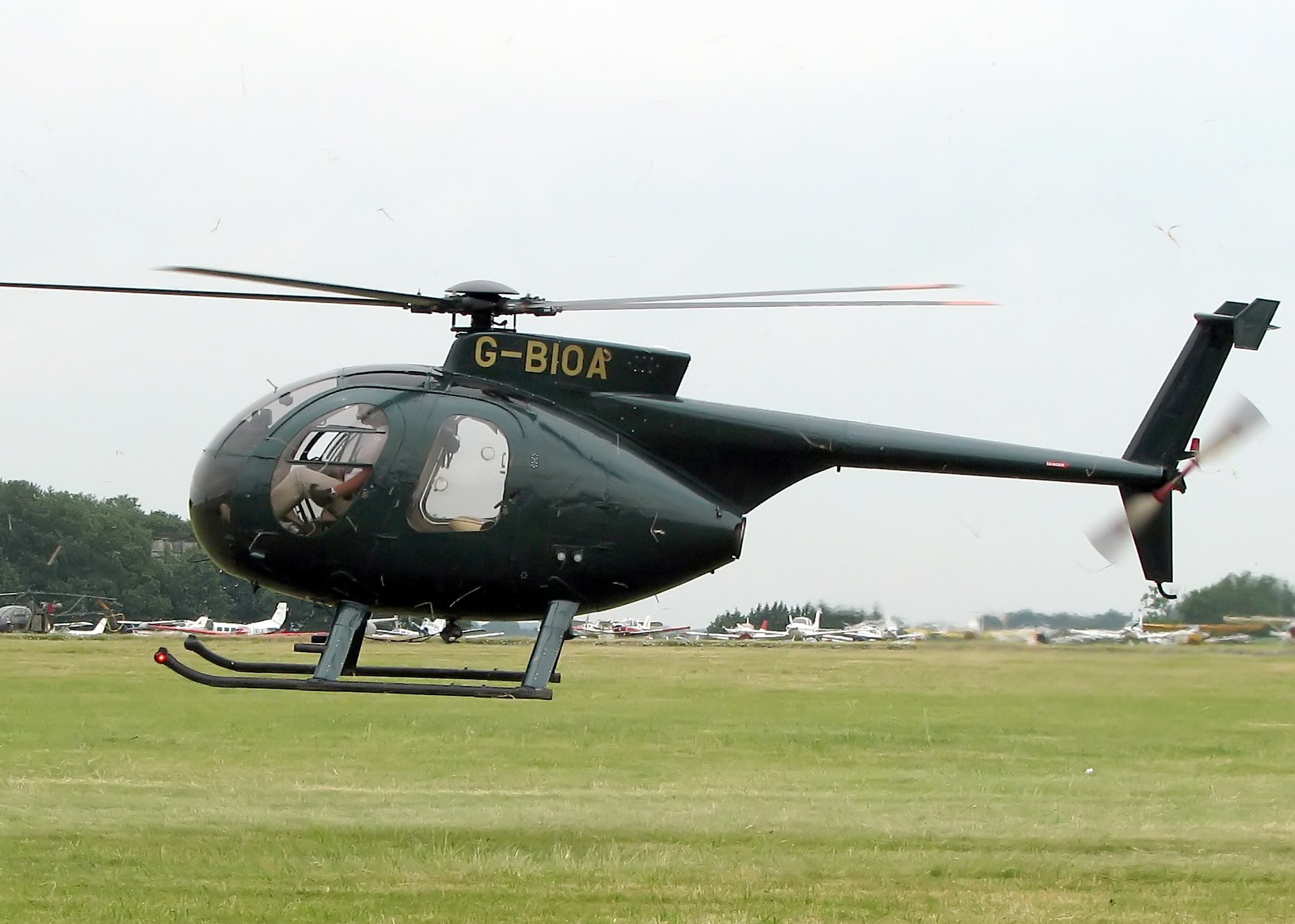
Hughes 500 Model 369D

Успішна серія Hughes 500/MD 500 почалася з відповіді а запит армії США на легкий вертоліт спостереження. Model 369 перемогла змагання проти Bell та Hiller. Перший політ OH-6 Cayuse відбувся у лютому 1963.
У конструкції серії 500 використано поглинаючи удар лижі, турбовальний двигун встановлений з нахилом вперед під кутом 45-градусів, паливний бак під підлогою і батарею у носі. Вихлоп двигуна розташовано у кормовій частині кабіни під хвостовою балкою. Вертоліт має несний гвинт малого діаметра і коротку хвостову балку, яка допомагає керувати машиною більш гнучко і менше залежати від погоди.
Ґ'юз виграв у змагання армії США на ЛВС зі своїм вертольоти OH-6 встановивши дуже низьку і агресивну ціну за планер (без двигуна). Через збільшення цін, армія США пізніше провела повторні змагання, де Ґ'юз запропонував машину за більш реальну ціну, але програв компанії Bell яка представила перероблену модель OH-58 Kiowa (військовий JetRanger). Вертольоти OH-6 до сих пір замовляє армія США, хоча і у меншій кількості.

### Hughes/MD 500
До першого польоту ОН-6, Ґ'юз оголосив про розробку цивільної версії, яка буде продаватися як Hughes 500 і буде розрахована п'яти і семи місць. Багатоцільова версія з більш потужним двигуном була запропонована як 500U (пізніше названа 500C).
Покращений Hughes 500D став основною моделлю у 1976, більш потужним двигуном, T-подібним хвостом і новий п'ятилопатевим несним гвинтом; як варіант встановлювався чотирилопатевий хвостовий гвинт. 500D замінила 500E з 1982 з гострим носом і різними покращеннями інтер'єру, такі як великі підголівники і більше місце для ніг. 530F був більш потужною версією 500E яка була пристосована до роботи на великих висотах.
McDonnell Douglas придбали Hughes Helicopters у січні 1984 і з серпня 1985 500E та 530F випускалися як MD 500E та MD 530F Lifter. У 2014 MD530F виконав аеробатику, 84-літній пілот Денніс Кеньйон. Після розділення у 1997 Boeing-McDonnell Douglas, Боїнг продав колишню лінію цивільних вертольотів MD MD Helicopters на початку 1999. Військові моделі мають позначення MD 500 Defender.

### MD 520N

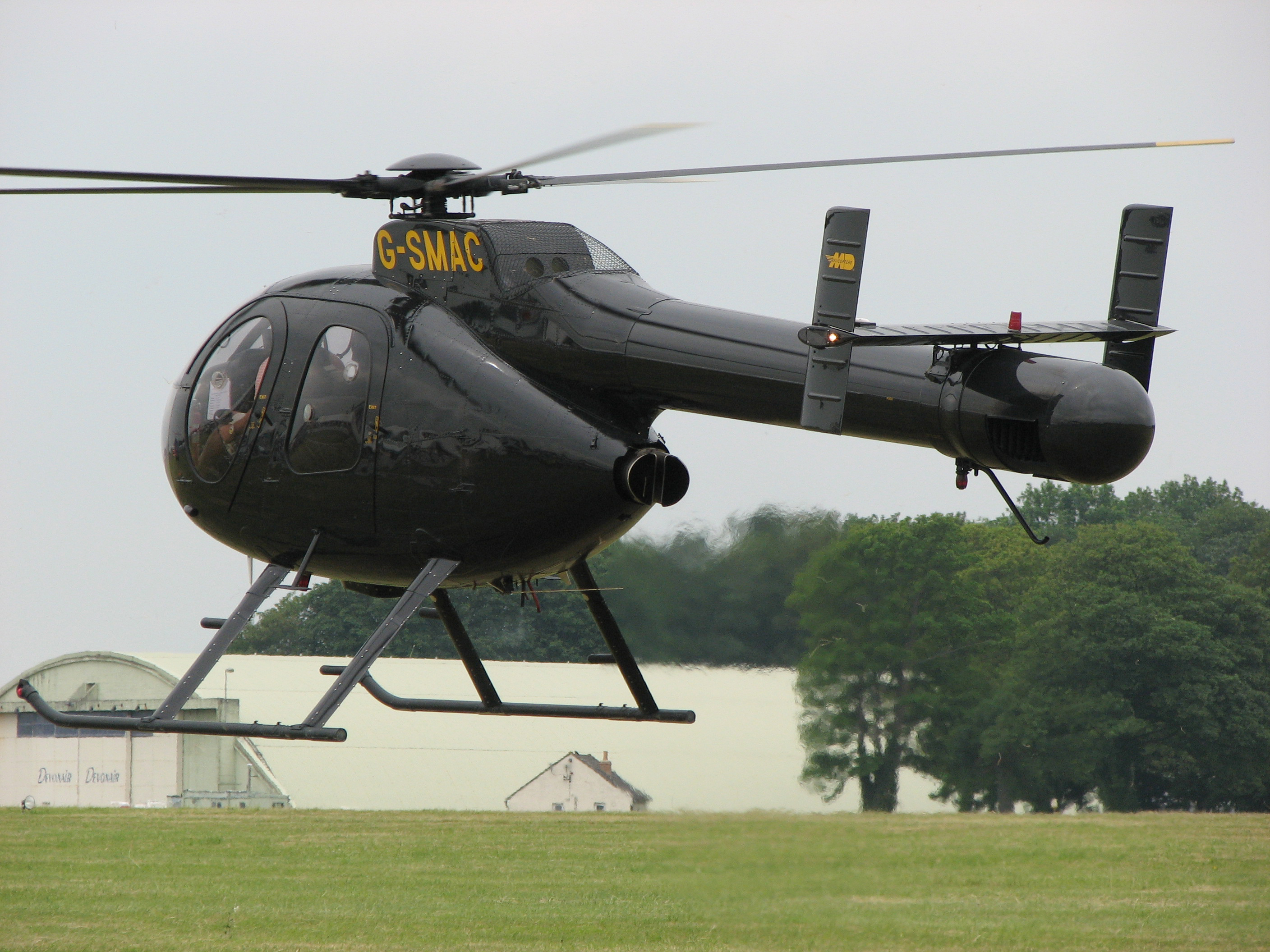
NOTAR MD 520N

MD 520N був революційно новою конструкцією вертольота, де замість класичного хвостового гвинта для протидії реактивному моменту було встановлено розроблену Hughes/McDonnell Douglas систему NOTAR. Вихлоп від гвинта по каналах у хвостовій балці, за допомогою ефекту Коанда протидіє крутому моменту несного гвинта, а кіль керування допомагає керувати рисканням вертольота. Через відсутність хвостового гвинта, який є основним джерелом шуму більшості вертольотів, шумність значно знизилась. Також зникли надзвичайно небезпечні хвостові лопаті, через які постраждало багато обслуговчого персоналу на землі.
Спочатку McDonnell Douglas випускав лише стандартну модель MD 520, потім оптимізувавши модель MD 530N, створили потужну висотну модель; обидві моделі випускалися з січня 1989 і були засновані на звичайному MD 500E. MD 530N  вперше піднявся у повітря 29 грудня 1989, а MD 520N вперше піднявся у повітря 1 травня 1990. Розробка MD 530N була припинена, коли McDonnell Douglas прийняли рішення, що MD 520N відповідає більшості вимог замовника для 530N. MD 520N був сертифікований 13 вересня 1991 і вперше був поставлений 31 грудня того ж року.
У 2000 MD Helicopters анонсувало покращення MD 520N, у тому числі покращення двигуна Rolls-Royce 250-C20R+ з 3 % до 5 % потужності для кращої роботи у теплі дні, і, зі змінами дифузора і монтажу гвинта, збільшення дальності.

## Використання

### Ель-Сальвадор
Під час громадянської війни у Сальвадорі, ВПС Сальвадору використовували шість MD 500D, пізніше кількість MD 500E було збільшено до дев'яти, які були поставлені у 1983 з США. Їх використовували як ганшипи, озброєні 7,62 мм мініганами і НАРами, а також використовувалися для розвідки і зв'язку. Один MD 500D і два MD 500E було збито двома ПЗРК Стріла-2 у 1989 та 1990. Наприкінці конфлікту, лише один MD 500D та шість MD 500E залишалися в робочому стані.

### Північна Корея
У 1985, Північна Корея в обхід експортного контролю США через підставні фірми придбали вісімдесят сім американських цивільних версій вертольотів Hughes MD 500 до того як уряд США зупинив поставки. За деякою інформацією принаймні шістдесят цих машин було перероблено на ганшипи. Через те, що Південна Корея виробляє MD 500 за ліцензією для своїх збройних сил, модифіковані вертольоти знадобилися Північній Кореї для таємних операцій.
Вперше на Заході ці машини побачили 27 липня 2013 на параді у Пхеньяні на честь 60-ї річниці закінчення Корейської війни. Зображення і аналіз показали, що машини модифіковані для встановлення на них радянських ПТКР Малютка.

## Варіанти
369
Військовий прототип названий YOH-6A.
369AВійськовий прототип названий OH-6.
MD 500C (369H)Покращена п'ятимісний комерційний варіант з двигуном Allison 250-C18B потужністю 317 к.с. (236 кВт); сертифікована у 1966.
Kawasaki-Hughes 369HSПобудована за  ліцензією компанією Kawasaki Heavy Industries у Японії машина на базі OH-6J.
MD 500M Defender (369HM)Військовий експортний варіант MD 500 Defender; сертифікований у 1968.
MD 500C (369HS)покращена чотиримісна комерційна модель з двигуном Allison 250-C20 потужністю 400 к.с. (298 кВт); сертифікована у 1969.
MD 500C (369HE)
369HS з покращеним інтер'єром, сертифікована у 1969.
MD 500D (369D)Нова комерційна версія з 1976 з двигуном Alison 250-C20B потужністю 420 к.с. (313 кВт); сертифікована у 1976.
MD 500E (369E)Ексклюзивна версія 500D з інших носовим обтічником; сертифікована у 1982.
NH-500EІталійська версія 500E. ліцензована Breda Nardi перед злиттям з Agusta.
MD 530F (369F)Висотна версія 500E з двигуном Allison 250-C30B потужністю 650 к.с. (485 кВт), сертифікована у 1985.
MD 520NВерсія NOTAR 500E, сертифікована у 1991.
Unmanned Little Bird Demonstrator and AH-6Цивільний 530F модифікований Boeing Rotorcraft Systems для розробки технології UAV для цивільного і військового використання.

### Військові варіанти
Військові варіанти, можна побачити у статтях McDonnell Douglas MD 500 Defender та Hughes OH-6 Cayuse

## Оператори

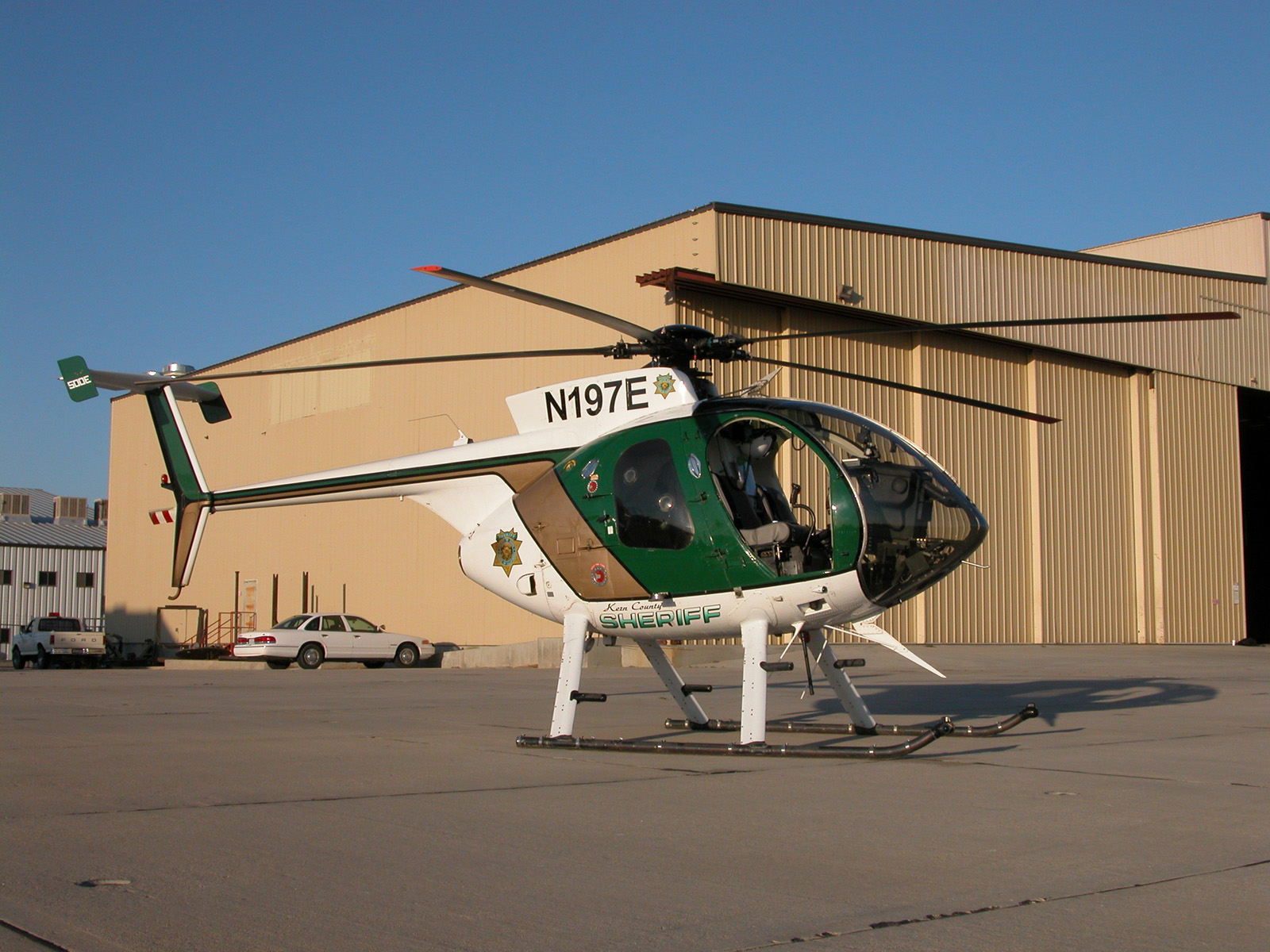
Вертоліт Шерифа округи Керн MD 500E

MD 500 широко використовується приватними особами, компаніями та правоохоронними агенціями по всьому світу.
 Канада
- Поліція Калгарі[8]

 Чилі
- Армійська авіаційна бригада

 Колумбія
- Національна поліція Колумбії[9]

 Еквадор
- Національна поліція Еквадору[10]

 Фінляндія
- Полк Utti Jaeger[11]

 Угорщина
- Поліція Угорщини[12]

 КНДР
- ВПС КНДР[13]

 Італія
- Державний лісогосподарський корпус[14]

 США
- Блеквотер[15]
- Поліція Колумбуса[16]
- Департамент поліції Глендейла[17]
- Пожежний департамент округу Гаваї[18]
- Депратамент поліці Г'юстона[19]
- Депратамент поліці Канзас-Сіті[20]
- Депратамент поліці Лас-Вегаса[21]
- Депратамент поліці Пасадени[22]
- Депратамент поліці  Ріверсайда[23]
- Департамент шерифа округа Сан-Діего[24]

## Льотно-технічні характеристики

### Model 500C
Джерело: The International Directory of Civil Aircraft
Основні характеристики
- Екіпаж: 2
- Пасажиромісткість: 5
- Довжина: 9,4 м
- Висота: 2,48 м
- Діаметр несучого гвинта: 8,03 м

- Маса порожнього: 483 кг
- Максимальна злітна маса: 1157 кг
- Силова установка: 1 × турбовальний Allison 250-C20  278 кс ( 207 кВт)

Льотні характеристики
- Крейсерська швидкість: 232 км/год
- Бойовий радіус: 605 км
- Швидкопідйомність: 8,6 м/с

### Model 500E
Джерело: MD Helicopters web site (PDF). Архів оригіналу (PDF) за 22 січня 2012. Процитовано 17 жовтня 2016.
Основні характеристики
- Екіпаж: 1-2
- Пасажиромісткість: 5
- Довжина: 9,4 м
- Висота: 2,6 м
- Діаметр несучого гвинта: 8,1 м

- Площа обертання несучого гвинта: 54,5 м²
- Маса порожнього: 672 кг
- Максимальна злітна маса: 1361 кг
- Силова установка: 1 × турбовальний Allison 250-C20B  420 кс ( 313 кВт)

Льотні характеристики
- Максимальна швидкість: 282 км/год
- Крейсерська швидкість: 250 км/год
- Бойовий радіус: 429 км
- Швидкопідйомність: 9 м/с

### MD 530F
Джерело: The International Directory of Civil Aircraft
Основні характеристики
- Екіпаж: 1-2
- Пасажиромісткість: 5
- Довжина: 9,94 м
- Висота: 2,48 м
- Діаметр несучого гвинта: 8,33 м

- Площа обертання несучого гвинта: 54,6 м²
- Маса порожнього: 722 кг
- Максимальна злітна маса: 1610 кг
- Силова установка: 1 × турбовальний Allison 250-C30  650 кс ( 485 кВт)

Льотні характеристики
- Крейсерська швидкість: 250 км/год
- Бойовий радіус: 430 км
- Швидкопідйомність: 10,5 м/с